# Meery Devergnas
Meery Devergnas, née Marie-Éléonore Jürgenson en 1912 à Krindatchiovka (actuelle Ukraine ; alors dans l'Empire russe) et morte le 12 septembre 2013 à Cholet, est une poétesse, journaliste, traductrice et essayiste de langue française. Certaines de ses traductions ont paru sous le pseudonyme d'Anne Jalbert.

## Biographie

### Jeunesse et études
Née à Krindatchiovka, Meery Devergnas commence par étudier à Dorpat. En 1922, elle quitte l'Union des Républiques socialistes soviétiques afin de poursuivre ses études à Genève puis Paris, où elle s'installe en 1925.

### Carrière littéraire

#### Débuts en France
En parallèle de ses activités de journaliste et traductrice, débutées en 1936, Meery Devergnas écrit de la poésie. Publié en 1962, son premier recueil, Reliquaires, est récompensé par plusieurs prix : prix Poésie-découverte en 1961, prix du Cercle international d'expression française en 1962 et mention très honorable au prix international de Vichy en 1963.

#### Émigration au Canada
En 1963, Meery Devergnas, après avoir vécu en France, en Suisse et en Allemagne, part pour le Canada dont elle devient citoyenne en 1968. Peu de temps après son arrivée en Amérique du Nord, elle commence à collaborer au quotidien Le Devoir, signant notamment une série d'articles sur la littérature russe et certains de ses auteurs emblématiques (Anna Akhmatova, Mikhaïl Cholokhov, Ilya Ehrenbourg, Boris Pasternak, Alexandre Soljenitsyne). Elle continue par ailleurs à écrire — de la poésie, ainsi que des contes et nouvelles.

## Œuvre

### Poésie
- Reliquaires, Bordeaux, Éditions Jean Germain, 1962, 46 p.
- Les Chants de la pitié (premier fragment), Saint-Constant, Les Éditions Passe-partout, 1972, 15 p.
- Osmoses, Québec, Éditions S.P.C.F., 1974, 94 p.
- Fête apocalyptique, Montréal, La Société des belles-lettres Guy Maheux inc., 1976, 72 p.

#### Traduction
- Youri Galanskov (trad. du russe par Anne Jalbert), Un poète et un homme, 1974, 64 p.
- (fr + ru) La poésie clandestine russe au vingtième siècle : anthologie bilingue  (préf. Dimitri Stolypine), Troyes, Les Cahiers bleus, coll. « Nouvelle série » (no 7), 1995, 113 p.

### Contes et nouvelles
- Fuite, Montréal, La Société des belles-lettres Guy Maheux inc., 1976, 235 p.
- Tec-Tec  (ill. Annie Devergnas-Collin), Montréal, La Société des belles-lettres Guy Maheux inc., 1977, 79 p.

## Archives
Une partie de ses archives (sa correspondance avec plusieurs écrivains ainsi que des manuscrits de ses poèmes et articles, pour la période 1948-1988) sont conservées dans le centre du Vieux-Montréal de la BAnQ.